# Station Reitstøa
Station Reitstøa is een station in Reitstøa in de gemeente Midtre Gauldal in fylke Trøndelag  in  Noorwegen. Het station ligt aan Rørosbanen. Het station dateert uit 1877. Sinds 1971 is het onbemand. Het station is gesloten voor regulier personenvervoer.